# 狮神决战之终极一战
《狮神决战之终极一战》（英語：The Lion Men Ultimate Showdown）是2014年的一部新加坡贺岁电影，由梁智强执导及联合编剧，2014年6月12日上映。